# 운타라
운타라(본명: 박의진, 1996년 12월 31일 ~ )는 대한민국의 전직 리그 오브 레전드 프로게이머로 선수 시절 포지션은 탑 라이너였다. 선수 시절 Untara라는 아이디를 사용했다.

## 선수 시절
2014년 4월, Anarchy에 입단하면서 프로 커리어를 시작했다.
2014년 12년, 에너지 페이스메이커.캐리스에 입단했다.
2015 서머 시즌을 앞두고 스타 호른 로얄 클럽에 입단했다. 서머 시즌 중국 2부리그 우승에 기여했다.
2016시즌을 앞두고 CJ 엔투스에 입단했다. 2016 스프링 시즌에서는 샤이를 대신하여 팀의 주전 탑 라이너로 활동했다. 서머 시즌에서는 좋지 못한 모습을 보여주면서 휴식 이후 복귀한 샤이에게 주전 자리를 내주었다. 2016시즌 종료 후 팀에서 퇴단했다.
2017년 5월, SK텔레콤 T1에 입단했다. 서머 시즌 동안 팀의 주전으로 활동하였다. CJ시절 보다 발전한 모습을 보여주면서 팀의 준우승에 기여했다. 롤드컵 2017에서는 엔트리에서 제외되면서 출전하지 못했다.
2018시즌을 앞두고 후니가 팀을 떠나면서 팀의 주전 탑 라이너로 낙점받았다. 하지만 스프링 시즌동안 좋지 못한 모습을 보여주면서 트할에게 주전 자리를 내주었다. 서머 시즌에서는 서브 선수로 남으며 경기에 출전하지 못했다. 롤드컵 선발전에서는 트할을 대신해 출전하며 괜찮은 모습을 보여주었지만 롤드컵 본선 진출에는 실패했다. 2018시즌 종료 후 팀에서 퇴단했다.
2019 스프링 시즌은 무적 신분으로 보냈다. 2019 서머 시즌을 앞두고 터키 리그의 1907 페네르바흐체 e스포츠에 입단했다.서머시즌 기간 동안 괜찮은 모습을 보여주면서 팀의 포스트시즌 진출에 기여했다.
2020시즌을 앞두고 그리핀에 입단했다. 스프링 시즌 동안 소드의 백업 선수로 활동하면서 간간히 출전했다. 하지만 팀은 챌린저스로 강등당했고, 스프링 시즌 종료 후 팀에서 퇴단했다.
2020시즌 종료 후 현역 은퇴를 선언했다.

## 소속팀
| # | 팀명                       | 소속 기간             | 소속 리그 | 비고 |
| - | -------------------------- | --------------------- | --------- | ---- |
| 1 | Anarchy                    | 2014.04~2014.08       | LCK       |      |
| 2 | 에너지 페이스메이커.캐리스 | 2014.12.08~2015.05.19 | LSPL      |      |
| 3 | 스타 호른 로얄 클럽        | 2015.05.19~2015.12.27 | LSPL      |      |
| 4 | CJ 엔투스                  | 2015.12.28~2016.11.30 | LCK       |      |
| 5 | SK텔레콤 T1                | 2017.05.24~2018.11.20 | LCK       |      |
| 6 | 1907 페네르바흐체 e스포츠  | 2019.05.09~2019.09.10 | TCL       |      |
| 7 | 그리핀                     | 2019.12.05~2020.05.18 | LCK       |      |

## 수상 내역
- 리그 오브 레전드 챔피언스 코리아 서머 2017 준우승